# Quenby Hall
Quenby Hall est une maison jacobéenne située dans un parc près des villages de Cold Newton et Hungarton, dans le Leicestershire, en Angleterre. Elle est décrite par Nikolaus Pevsner comme « la maison la plus importante du début du XVIIe siècle du comté [du Leicestershire] ». La maison est classée Grade I, et le parc et les jardins sont classés Grade II, par English Heritage.

## Emplacement
Quenby Hall se trouve juste au sud de Hungarton, à environ 7 milles (11,3 km) à l'est du centre de Leicester et est davantage accessible depuis la route A47 en prenant la direction de Hungarton au niveau du village de Billesdon.

## Propriétaires du manoir

### Famille Ashby
La famille Ashby acquiert un domaine à Quenby au XIIIe siècle. En 1563, ils ont acquis l'ensemble du manoir et, peu après, ils décident de le clôturer et de faire partir les habitants.
Quenby Hall est construit entre 1618 et 1636 par George Ashby (1598-1653), haut shérif du Leicestershire pour 1627. Le village de Quenby est détenu par la famille Ashby dès le XIIIe siècle et les vestiges du village se trouvent dans le parc actuel. La population du village est d'au moins 25 habitants en 1377, d'après les données de la capitation. Il se peut qu'il y ait eu une maison sur le site avant la construction de la maison actuelle qui débute en 1618. Une horloge sur la façade ouest est datée de 1620. Le bâtiment est terminé en 1636. La maison est en forme de H et située à flanc de colline. Elle a trois étages et un toit en pente très faible.
George Ashby est remplacé par son fils, également George, qui épouse la fille d'Euseby Shuckburgh de Naseby (Northamptonshire). Leur fils George, député du Leicestershire, est connu sous le nom de « l'honnête George Ashby le planteur » en raison du grand nombre d'arbres qu'il plante à Quenby. Il meurt en 1728 et, au milieu du XVIIIe siècle, Quenby Hall passe à son petit-neveu Shukburgh Ashby (décédé en 1792), député de Leicester et membre de la Royal Society. Quenby Hall reste dans la famille Ashby jusqu'en 1904.

### Mme Greaves
La maison est achetée en 1904 et restaurée par Rosamund Greaves (née Lloyd), puis remariée avec Henry Grosvenor, qui restaure une grande partie de l'intérieur jacobéen. Son fils vend Quenby Hall en 1924 à Harold Nutting, « nouvellement riche grâce à la mise en bouteille de la Guinness », qui, à la fin de la décennie, lance une compagnie de chasse.

### de Lisle
Les de Lisle achètent ensuite Quenby Hall en 1972. Ils procèdent à d'importantes restaurations à Quenby, qui est finalement transformée en entreprise de fabrication de fromage sur le domaine en 2005, afin de contourner les règles d'urbanisme interdisant à la famille d'habiter la maison à plein temps. L'entreprise fait faillite en juillet 2011 avec des dettes de 250 000 £ causées par une expansion excessive. L'entreprise réalisait alors un chiffre d'affaires d'environ 1,8 million de livres sterling et employait une quarantaine de personnes. En avril 2011, des administrateurs sont sollicités pour trouver un acheteur, mais aucun n'est trouvé. Fin 2013, la famille met Quenby Hall en vente pour 11,6 millions de livres sterling,.
Une partie du film britannique A Cock and Bull Story (2006) est tournée au manoir.